# Liste der päpstlich anerkannten internationalen Laienvereinigungen
Die Liste der päpstlich anerkannten internationalen Laienvereinigungen enthält die vom Päpstlichen Rat für die Laien bzw. dessen Nachfolgeinstitution, dem Dikasterium für Laien, Familie und Leben, anerkannten internationalen Vereinigungen von Gläubigen der römisch-katholischen Kirche.
Das Verzeichnis, das mehr als 120 Organisationen auflistet, wurde zuerst im Jahr 2004 vom Laienrat veröffentlicht und enthält zahlreiche auf Weltkirchenebene agierende („neue“) geistliche Gemeinschaften, deren weltkirchliche Bedeutung und Sichtbarkeit durch die Veröffentlichung der Liste herausgestellt bzw. verbessert werden sollte. Neben den päpstlich anerkannten internationalen Vereinigungen gibt es zahlreiche weitere, zum Teil auch international tätige Vereinigungen von Gläubigen in der römisch-katholischen Kirche, die auf Bistumsebene oder von Bischofskonferenzen für bestimmte Länder anerkannt sind. Die vorliegende Liste ist nach den deutschsprachigen Bezeichnungen alphabetisch sortiert. Sie enthält auch Vereinigungen, denen die kirchliche Anerkennung inzwischen entzogen wurde.
| Name | Gründungsjahr | Gründer                                                                                 |
| --- | ------------- | --------------------------------------------------------------------------------------- |
| Amigonianische Mitarbeiter                                                                                 | 1992          | Amigonianer                                                                             |
| Apostolische Bewegung Regnum Christi (Legionäre Christi)                                                   | 1959          | Marcial Maciel LC                                                                       |
| Apostolische Bewegung von Schönstatt (Schönstattbewegung)                                                  | 1914          | Josef Kentenich SAC                                                                     |
| Arbeiter des Gebetes und des Lebens                                                                        | 1984          | Ignacio Larrañaga OFMCap                                                                |
| Association Internationale des Charités                                                                    | 1971          | Vinzenz von Paul                                                                        |
| Begegnung von Ehepaaren                                                                                    | 1978          | Ehepaar Irena und Jerzy Grzybowscy und Stanisław Boguszewski                            |
| Begegnungen zur Förderung Jugendlicher                                                                     | 1968          | José Maria Pujads Ferrer                                                                |
| Bewegung christlichen Lebens                                                                               | 1985          | Luis Fernando Figari                                                                    |
| Bewegung Licht-Leben                                                                                       | 1954          | Franciszek Blachnicki                                                                   |
| Bruderschaft von Gemeinschaft und Befreiung                                                                | 1954          | Luigi Giussani                                                                          |
| Caritas Internationalis (CI)                                                                               | 1951          | Giovanni Battista Montini                                                               |
| Internationaler Dienst für die Charismatische Erneuerung in der katholischen Kirche                        | 1978          | –                                                                                       |
| Christliche Interkontinentale Gemeinschaft der chronisch Kranken und körperlich Behinderten                | 1945          | Henry François                                                                          |
| Gemeinschaft Chemin Neuf                                                                                   | 1973          | Laurent Fabre                                                                           |
| Echte Freundschaft (Freunde des Lichts)                                                                    | 1946          | Thérèse Cornille                                                                        |
| Eheleute für Christus                                                                                      | 1981          |                                                                                         |
| Equipes Notre-Dame                                                                                         | 1947          | Abbé Henri Caffarel                                                                     |
| Foyer de Charité                                                                                           | 1936          | Marthe Robin/Georges Finet                                                              |
| Fondacio. Christen für die Welt                                                                            | 1974          | Jean-Michel Rousseau                                                                    |
| Geistliche Bewegung „Vivere In“                                                                            | 1958          | Nicola Giordano                                                                         |
| Gemeinschaften ADSIS                                                                                       | 1964          | José Luis Pérez Alvarez                                                                 |
| Gemeinschaft Cenacolo                                                                                      | 1983          | Sr. Elvira Petrozzi                                                                     |
| Gemeinschaft des hl. Franz von Sales                                                                       | 1872          | Henri Chaumont und Caroline Colchen Carré de Malberg                                    |
| Gemeinschaft des Blutes Christi                                                                            | 1808          | Kanoniker Francesco Albertini                                                           |
| Gemeinschaft der Gruppen des Hl. Thomas von Aquin                                                          | 1962          | Aníbal Ernesto Fosbery OP                                                               |
| Gemeinschaft der Heiligen Familie                                                                          | 1892          | Papst Leo XIII.                                                                         |
| Gemeinschaften „Charles de Foucauld“                                                                       | 1951          | Andreas Gasparoni                                                                       |
| Gemeinschaft Sant’Egidio                                                                                   | 1968          | Andrea Riccardi                                                                         |
| Frauengemeinschaft Charles de Foucauld                                                                     | 1991          |                                                                                         |
| Gemeinschaft Brot des Lebens                                                                               | 1976          | Pascal Pingault und Marie-Annick Pingault                                               |
| Gemeinschaft St. Vinzenz von Paul (Vincenzgemeinschaft)                                                    | 1833          | Frédéric Ozanam                                                                         |
| Gemeinschaft Christlichen Lebens                                                                           | 1563/1952     | Jean Leunis SJ                                                                          |
| Gemeinschaft der Seligpreisungen                                                                           | 1973          | Gérard Croissant und Josette Croissant                                                  |
| Gemeinschaft Emmanuel                                                                                      | 1976          | Pierre Goursat und Martine Laffitte-Catta                                               |
| Herolde des Evangeliums                                                                                    | 1999          | João Scognamiglio Clá Días, Pedro Paulo de Figueiredo und Carlos Albertos Soares Corrêa |
| Institut für Weltevangelisierung – ICPE-Mission                                                            | 1985          | Mario Cappello und Anna Cappello                                                        |
| Internationale Bewegung ATD Vierte Welt                                                                    | 1957          | Joseph Wresinski                                                                        |
| Internationale Katholische Land- und Bauernjugendbewegung                                                  | 1954          | –                                                                                       |
| Internationale Bewegung Katholischer Studenten (Pax Romana)                                                | 1921          | –                                                                                       |
| Internationale Bewegung katholischer Intellektueller                                                       | 1947          | –                                                                                       |
| Internationale Bewegung für das Kinderapostolat                                                            | 1966          | Gaston Courtois                                                                         |
| Internationale Katholische Vereinigung der Esperantisten                                                   | 1910          | Austin Richardson, Claudus Colas und Gustav Gauderot                                    |
| Internationale Vereinigung Katholischer Juristen                                                           | 1986          | Kardinal Opilio Rossi (Initiator)                                                       |
| Internationale katholische bäuerliche und ländliche Vereinigung                                            | 1962          | –                                                                                       |
| Internationaler katholischer Verband für Mädchen- und Frauensozialarbeit                                   | 1897          | Louise de Reynold                                                                       |
| Internationale Vereinigung christlicher Unternehmer                                                        | 1931          | –                                                                                       |
| Internationale Arbeitsgemeinschaft der Berufsverbände Christlicher Arbeitnehmerinnen in der Hauswirtschaft | 1959          | Marianna Wilke, Katharina Neumayer und Sebastiano Plutino                               |
| Internationale Konföderation von Freiwilligenzentren des Leidens                                           | 1943          | Luigi Novarese                                                                          |
| Internationale Koordination der christlichen Arbeiterjugend                                                | 1987          | Joseph Cardijn                                                                          |
| Internationale Katholische Studierende Jugend                                                              | 1946          | –                                                                                       |
| Internationale Vereinigung Katholischer Männer                                                             | 1948          | –                                                                                       |
| Internationale Föderation der katholischen Blindenvereinigungen                                            | 1981          | –                                                                                       |
| Internationale Föderation katholischer Ärztevereinigungen                                                  | 1966          | Papst Pius XI. (Initiator)                                                              |
| Internationale Föderation pfarrlicher katholischer Organisationen (Fimcap)                                 | 1962          | –                                                                                       |
| Internationale Föderation katholischer Apotheker                                                           | 1950          | –                                                                                       |
| Internationale Föderation Katholischer Universitäten                                                       | 1948          | –                                                                                       |
| Internationaler Zusammenschluss der Gemeinschaften der Arche (L’Arche)                                     | 1964          | Jean Vanier                                                                             |
| Internationale Vereinigung der Pueri Cantores                                                              | 1951          |                                                                                         |
| Internationale Vereinigung der Katholischen Landarbeiterbewegungen                                         | 1964          | –                                                                                       |
| Internationales Forum der Katholischen Aktion                                                              | 1991          | –                                                                                       |
| Internationale unabhängige christliche Jugend                                                              | 1931          | –                                                                                       |
| Internationales Katholisches Komitee für die Zigeuner                                                      | 1976          | Youschka André Barthélemy, Leon und Elisa Tambour                                       |
| Internationales katholisches Komitee der Krankenschwestern und sozialmedizinischen Assistentinnen          | 1933          | –                                                                                       |
| Internationale Katholische Konferenz der Pfadfinderinnen                                                   | 1965          | –                                                                                       |
| Internationale Katholische Konferenz des Pfadfindertums                                                    | 1948          | Jacques Sevin SJ, Mario di Carpegna und Jean Corbisier                                  |
| Internationale Katholische Kommission für die Migrationsfragen                                             | 1951          | Luigi Ligutti und Johannes Schauff                                                      |
| Internationales Katholisches Büro für Unterricht und Erziehung                                             | 1952          | Frans op de Coul                                                                        |
| Internationale Allianz Katholischer Ritterorden                                                            | 1979          | –                                                                                       |
| Internationale Vereinigung der Katharinaten                                                                | 1970          | Ismaele Mario Castellano OP                                                             |
| Internationale Vereinigung Glaube und Licht                                                                | 1971          | Jean Vanier und Marie Hélène Mathieu                                                    |
| Internationale Vereinigung der Missionare für eine Politik in Liebe                                        | 1976          | Alfredo Luciani                                                                         |
| Internationales Katholisches Kinderbüro                                                                    | 1948          | –                                                                                       |
| Internationales Militärapostolat                                                                           | 1965          | –                                                                                       |
| Internationale Apostolatsbewegung unabhängiger sozialer Schichten                                          | 1963          | –                                                                                       |
| Jugendbewegung der Salesianer                                                                              | 1988          | Salesianer Don Boscos                                                                   |
| Union Internationale des Guides et Scouts d’Europe                                                         | 1956          | –                                                                                       |
| Katholischer Weltverband für Kommunikation                                                                 | 2001          |                                                                                         |
| Katholisches Internationales Zentrum der Zusammenarbeit mit der UNESCO                                     | 1947          | Angelo Roncalli (Johannes XXIII.)                                                       |
| Katholisches Internationales Zentrum von Genf                                                              | 1950          | –                                                                                       |
| Katholischer Verbund der charismatischen Bundesgemeinschaften und -Vereinigungen                           | 1990          | –                                                                                       |
| Katholische Gemeinschaft Schalom                                                                           | 1982          | Moysés Louro de Azevedo Filho                                                           |
| Katholische Integrierte Gemeinde                                                                           | 1945          | Herbert Wallbrecher und Traudl Wallbrecher                                              |
| Internationales Kolpingwerk                                                                                | 1849          | Adolph Kolping                                                                          |
| Konferenz der internationalen katholischen Organisationen                                                  | 1927          | –                                                                                       |
| Laienvereinigung Memores Domini                                                                            | 1964          | Luigi Giussani                                                                          |
| Laienbewegung der Claretiner                                                                               | 1983          | –                                                                                       |
| Legion Mariens                                                                                             | 1921          | Frank Duff und andere                                                                   |
| Marianistische Laiengemeinden                                                                              | 1993          | Ursprung Marienorden des Wilhelm-Joseph Chaminade                                       |
| Miliz Jesu Christi                                                                                         | 1209          | –                                                                                       |
| Marianische Initiative – Pater Kolbe (M.I.)                                                                | 1917          | Maximilian Kolbe OFMConv                                                                |
| Missionarischer Säkularkarmel                                                                              | 1988          | Morelia Suárez                                                                          |
| Missionsgemeinschaft von Villaregia                                                                        | 1981          | Luigi Prandin und Maria Luigia Corona                                                   |
| Mitarbeiter des Opus Dei                                                                                   |               | Opus Dei                                                                                |
| Oase-Bewegung                                                                                              | 1950          | Virginio Rotondi SJ                                                                     |
| Organisation ehemaliger Schüler/innen katholischer Einrichtungen                                           | 1967          | Augustin Bea                                                                            |
| Pax Roma (International Catholic Movement for Intellectual and Cultural Affairs)                           | 1947          | –                                                                                       |
| Promotorengruppe der Bewegung für eine bessere Welt                                                        | 1952          | Riccardo Lombardi SJ                                                                    |
| Vereinigung der Salesianischen Mitarbeiter                                                                 |               | Salesianer Don Boscos                                                                   |
| Schönstatt-Frauenbund                                                                                      | 1920          | Josef Kentenich SAC                                                                     |
| Schule des Kreuzes                                                                                         | 1965          | Francisco Javier Asencio Dávalos                                                        |
| „Folge mir“ – Laiengruppe zur Förderung menschlich-christlicher Werte                                      | 1965          | Paola Majocchi und Anastasio Gutiérrez CMF                                              |
| Jugendliche im Dienst der Mission                                                                          | 1964          | Ernesto Olivero                                                                         |
| Theresianische Apostolatsbewegung                                                                          | 1977          | –                                                                                       |
| Theresianische Institution                                                                                 | 1911          | Pedro Poveda Castroverde                                                                |
| Vereinigung „Gemeinschaft Domenico Tardini“                                                                | 1980          | Domenico Tardini                                                                        |
| Vereinigung Unbeflecktes Herz Mariens                                                                      | 1963          | Jehan Dahyot-Dolivet                                                                    |
| Vie Montante Internationale                                                                                | 1985          | André d’Humières und Stanislas Courbe                                                   |
| Vereinigung "Gemeinschaft Papst Johannes XXIII."                                                           | 1968          | Oreste Benzi                                                                            |
| Private Internationale Vereinigung „Pro Deo et fratribus – Familie Mariens“                                | 1968          | Paul Hnilica SJ                                                                         |
| Vereinigung der stillen Arbeiter des Kreuzes                                                               | 1950          | –                                                                                       |
| Vereinigung Hl. Benedikt, Patron Europas                                                                   | 1967          | Paul VI.                                                                                |
| Vereinigung des Katholischen Apostolates (Unio)                                                            | 1835          | Vincenzo Pallotti                                                                       |
| Werk Mariens (Fokolar-Bewegung)                                                                            | 1943          | Chiara Lubich                                                                           |
| Werk von Nazareth                                                                                          | 1964          | Giovanni Riva                                                                           |
| Werk des heiligen Johannes von Ávila                                                                       | 1919          | José Soto Chuliá                                                                        |
| Werk der Heiligen Theresa                                                                                  | 1938          | José Soto Chuliá                                                                        |
| Weltbund der ehemaligen Schülerinnen und Schüler der Töchter Mariens, Hilfe der Christen                   | 1908          | Filippo Rinaldi und Caterina Arrighi                                                    |
| Weltföderation der Werke der nächtlichen Anbetung des Sakramentes Jesu                                     | 1962          | –                                                                                       |
| Weltbewegung Christlicher Arbeiter                                                                         | 1966          | –                                                                                       |
| Welt-Sekretariat der Cursillo-Bewegung                                                                     | 1980          | –                                                                                       |
| Weltvereinigung der katholischen Lehrer                                                                    | 1951          | –                                                                                       |
| Weltunion katholischer Frauenverbände                                                                      | 1910          | –                                                                                       |
| Weltweite Begegnung von Eheleuten                                                                          | 1965          | Manuel Calvo SJ                                                                         |